# Сяоичунь
Сяоичунь (23 октября 1727 — 28 февраля 1775) — супруга императора Цяньлуна и мать императора Цзяцина.

## Биография
Родилась в семье Вэй под ханьским знаменем. Позже император Цяньлун перевёл её семью под маньчжурское знамя, что было обычным делом для семей, чьи дочери становились супругами императора. Её отец, Цинтай, служил чиновником 5-го ранга в Управлении императорского двора. Сяоичунь начала путь с фрейлины в возрасте 18 лет и госпожа Вэй становится наложницей императора.
Ей был пожалован титул наложницы в 1745 году и в том же году она получила титул Императорской наложницы. В 1749 году госпожа Вэй становится супругой Лин. В 1760 году госпожа Вэй была повышена до Благородной супруги Лин. В 1765 году госпожа Вэй получила титул Императорской благородной супругой, и стала фактически второй по значимости после императрицы,которая, как мы помним,уже была в опале. Императрица Уланара (Хойфанара) умирает в 1766 году. И супруга Лин становится во главе гарема и исполняет обязанности императрицы.
28 февраля 1775 года супруга Лин умерла в возрасте 47 лет. Она похоронена в мавзолее Юйлин рядом с императором Цяньлуном по левую сторону, а императрица Фуча-по правую сторону от него.

## Дети
Госпожа Вэй или супруга Лин родила императору:
- дочь Принцесса Хэцзин первого ранга[англ.] (10 августа 1756 – 9 февраля 1775)
- сын - Юнлу (31 августа 1757 – 3 мая 1760)
- Принцесса Хэкэ второго ранга[англ.] (17 августа 1758 – 14 декабря 1780)
- выкидыш на 8-м месяце (13 ноября 1759)
- сын Юнянь (13 ноября 1760 – 2 сентября 1820), будущий император Цзяцин
- сын (13 января 1763 – 6 мая 1765)
- сын Юнлинь[англ.], принц Цинси первого ранга (17 июня 1766 – 25 апреля 1820)